# Zdenka Deitchová
Zdenka Deitchová, roz. Hrachovcová a z prvního manželství Najmanová (* 18. května 1928) je česká výtvarnice animovaného filmu.
S animovaným filmem začala těsně po válce. Hned po revoluci byla seznámena s animovanou tvorbou na Barrandově, kde se také dozvěděla, že se otvírá studio animovaného filmu pod vedením Jiřího Trnky. Kromě animace studovala na Karlově univerzitě dějiny umění. Původně chtěla být kurátorkou a kritičkou umění. V roce 1948 komunisté katedru uzavřeli. V roce 1959 začala pracovat i pro cizí firmy. Podílela se na tvorbě zhruba tisíce animovaných filmů a seriálů.
Roku 1964 se provdala za amerického animátora a producenta Gena Deitche, který od roku 1959 žil v Praze. Byli spolu až do jeho smrti roku 2020.